# BTEX

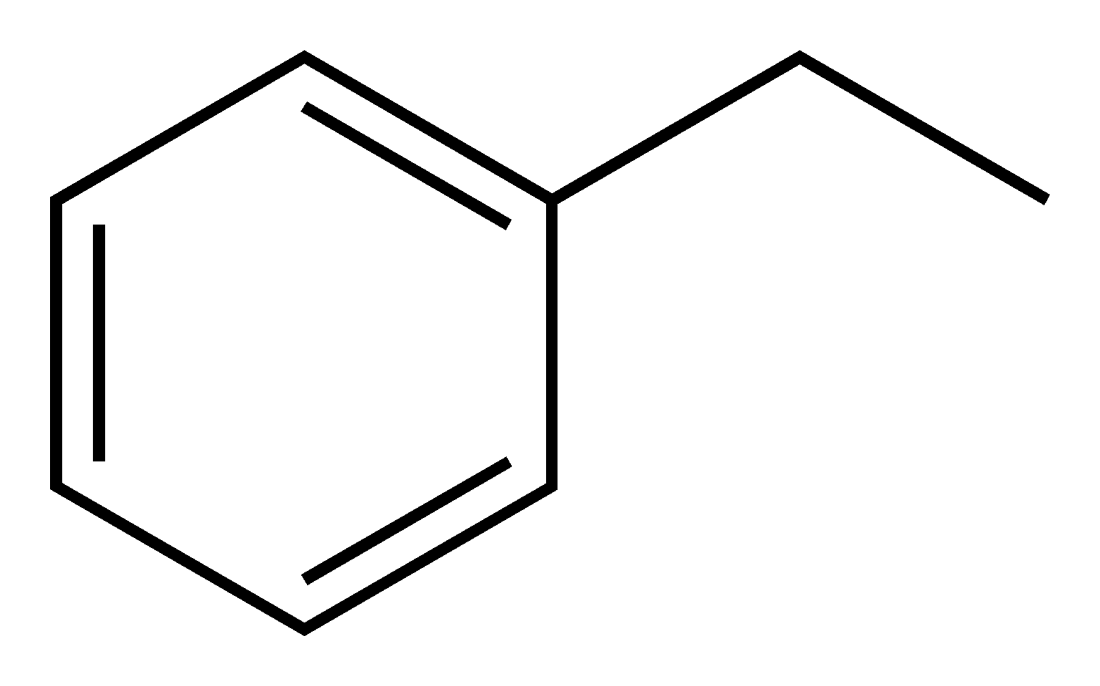
Structuurformule van ethylbenzeen

BTEX is een acroniem dat verwijst naar een kleine groep aromatische koolwaterstoffen, met name benzeen, tolueen, ethylbenzeen en xyleen. Het zijn allen vluchtige organische verbindingen die van belang zijn in de petrochemie. Ze worden gewonnen uit aardolie en worden gebruikt als oplosmiddel. Tolueen, ethylbenzeen en xyleen zijn schadelijk voor de gezondheid en kunnen effecten hebben op het centraal zenuwstelsel.
De stoffen zijn berucht vanwege verontreinigingen in de bodem en het grondwater. Dergelijke contaminaties vinden meestal plaats in de buurt van petrochemische installaties, tankstations of ondergrondse opslagtanks.
In sommige gevallen worden ook naftaleen en styreen tot de stofgroep gerekend. Het acroniem wordt dan respectievelijk BTEXN of BTEXS.